# BITTER & SWEET 1985 SUMMER TOUR
『BITTER & SWEET 1985 SUMMER TOUR』（ビター・アンド・スウィート - サマー・ツアー）は、日本の歌手中森明菜の1作目のライブ・ビデオ。この映像作品は1985年12月10日にワーナー・パイオニアからリリースされた (VHS: 10PV-40, β: 10PX-40)。

## 背景
『BITTER & SWEET 1985 SUMMER TOUR』は、1985年に開催された中森の全国コンサート・ツアーBITTER & SWEETの1985年9月22日、新宿厚生年金会館でのライブの模様を収録したライブ・ビデオである。コンサート・ツアーはこの時点以前から開催してきたが、中森のライブ・ビデオ作品としては、この作品が1作目となった。この映像作品は、1985年12月10日にVHS (10PV-40)とベータマックス (10PX-40)の2形態で同時発売され、1985年12月21日にはレーザーディスク (LD: 07PL-15)でも発売された。ライブ映像は、スタジオ・アルバム『BITTER AND SWEET』収録楽曲を中心に披露した映像が収められたが、本作ではこのライブで披露したセットリストの全てを収録していない。このライブ・ビデオは、現在まで複数再発売されている。

## 批評
CDジャーナルは『BITTER & SWEET 1985 SUMMER TOUR』について、華麗な舞台であるだけでなく、中森のパフォーマンスに改めて心惹かれると批評した。

## 収録曲
| #   | タイトル                                                                                   | 作詞                                                                                             | 作曲                                                                                                 | 編曲                                             |
| --- | ------------------------------------------------------------------------------------------ | ------------------------------------------------------------------------------------------------ | --- | ------------------------------------------------ |
| 1.  | 「これからNaturally」                                                                      | SEYMOUR                                                                                          | 三室のぼる                                                                                           | 若草恵                                           |
| 2.  | 「Sand Beige -砂漠へ-」                                                                    | 許瑛子                                                                                           | 都志見隆                                                                                             | 井上鑑                                           |
| 3.  | 「Solitude」                                                                               | 湯川れい子                                                                                       | タケカワユキヒデ                                                                                     | 中村哲                                           |
| 4.  | 「Babylon メドレー」 - 「ロマンティックな夜だわ」 - 「Relax」 - 「Dynamite」 - 「Babylon」 | EPO／Peter Gill・Holly Johnson・Brian Nash・Mark O'Toole／Andrew Goldmark・Bruce Roberts／Sandii | EPO／Peter Gill・Holly Johnson・Brian Nash・Mark O'Toole／Andrew Goldmark・Bruce Roberts／久保田真琴 | 椎名和夫／椎名和夫／椎名和夫／井上鑑・久保田真琴 |
| 5.  | 「予感」                                                                                   | 飛鳥涼                                                                                           | 飛鳥涼                                                                                               | 椎名和夫                                         |
| 6.  | 「Dreaming」                                                                               | 斉藤ノブ                                                                                         | 与詞古                                                                                               | AKAGUY                                           |
| 7.  | 「So Long」                                                                                | 角松敏生                                                                                         | 角松敏生                                                                                             | 角松敏生・瀬尾一三（ストリングス・アレンジ）     |
| 8.  | 「十戒 (1984)」                                                                            | 売野雅勇                                                                                         | 高中正義                                                                                             | 高中正義・萩田光雄                               |
| 9.  | 「飾りじゃないのよ涙は」                                                                   | 井上陽水                                                                                         | 井上陽水                                                                                             | 萩田光雄                                         |
| 10. | 「April Stars」                                                                            | 吉田美奈子                                                                                       | 吉田美奈子                                                                                           | 椎名和夫                                         |
| 11. | 「赤い鳥逃げた」                                                                           | 康珍化                                                                                           | 松岡直也                                                                                             | 松岡直也                                         |

## リリース履歴
| 発売日         | レーベル                       | 規格 | 品番          | 備考                                             |
| -------------- | ------------------------------ | ---- | ------------- | ------------------------------------------------ |
| 1985年12月10日 | ワーナーパイオニア             | VHS  | 10PV-40       |                                                  |
| 1985年12月10日 | ワーナーパイオニア             | Beta | 10PX-40       |                                                  |
| 1985年12月21日 | ワーナーパイオニア             | LD   | 07PL-15       |                                                  |
| 1991年6月12日  | ワーナーミュージック・ジャパン | VHS  | WPVL-8101     | [ 8 ]                                            |
| 1991年6月12日  | ワーナーミュージック・ジャパン | LD   | WPLL-8101     | [ 8 ]                                            |
| 2001年4月25日  | ワーナーミュージック・ジャパン | DVD  | WPB6-90012    | [ 7 ]                                            |
| 2001年11月7日  | ワーナーミュージック・ジャパン | DVD  | WPB6-90101    | [ 9 ]                                            |
| 2003年11月1日  | ワーナーミュージック・ジャパン | DVD  | WPBL-90014    | [ 10 ]                                           |
| 2004年11月3日  | ワーナーミュージック・ジャパン | DVD  | WPBL-90014    | [ 11 ]                                           |
| 2006年6月21日  | ワーナーミュージック・ジャパン | DVD  | WPBL-90063    | [ 12 ]                                           |
| 2007年1月24日  | ワーナーミュージック・ジャパン | DVD  | WPBL-90090〜4 | 『5.1オーディオ・リマスターDVDコレクション』より |
| 2014年6月18日  | ワーナーミュージック・ジャパン | BD   | WPXL-90074    |                                                  |

## LDシングル盤
『BITTER & SWEET 1985 SUMMER TOUR』（ビター・アンド・スウィート - サマー・ツアー）は、日本の歌手中森明菜の1作目の同名のライブ・ビデオのLD Single盤。この映像作品は1988年1月25日にリリースされた (LD Single: 30PL-2001)。
背景
『BITTER & SWEET 1985 SUMMER TOUR』のLD Single盤（規格品番: 30PL-2001）は、ライブ・ビデオ『BITTER & SWEET 1985 SUMMER TOUR』の収録内容から、「SAND BEIGE -砂漠へ-」、「SOLITUDE」、「飾りじゃないのよ涙は」、「赤い鳥逃げた」の4つのシングル楽曲をピックアップして収録したライブ映像作品で、1988年1月25日にリリースされた。本作は、現時点でこの形態での再発売はされていない。
収録曲
| #  | タイトル                 | 作詞       | 作曲             | 編曲     |
| -- | ------------------------ | ---------- | ---------------- | -------- |
| 1. | 「SAND BEIGE -砂漠へ-」  | 許瑛子     | 都志見隆         | 井上鑑   |
| 2. | 「SOLITUDE」             | 湯川れい子 | タケカワユキヒデ | 中村哲   |
| 3. | 「飾りじゃないのよ涙は」 | 井上陽水   | 井上陽水         | 萩田光雄 |
| 4. | 「赤い鳥逃げた」         | 康珍化     | 松岡直也         | 松岡直也 |

## BITTER & SWEETツアー
BITTER & SWEET（ビター・アンド・スウィート）は、日本の歌手中森明菜のコンサート・ツアー。このツアーは1985年7月から10月にかけて開催された。
背景
BITTER & SWEETは、スタジオ・アルバム『BITTER AND SWEET』を引っ提げた中森の全国コンサート・ツアーである。このツアーの1985年9月22日に新宿厚生年金会館で開催された公演にてライブ収録が行われた。本ツアー後の1985年12月には、同公演のライブ映像を収録したライブ・ビデオ『BITTER & SWEET 1985 SUMMER TOUR』がリリースされた。
セットリスト
楽曲はシングルをはじめとして、スタジオ・アルバム『POSSIBILITY』、『BITTER AND SWEET』収録楽曲から選曲された。
| 1. OPENING 2. 「ドラマティック・エアポート -北ウイング Part II-」 3. 「これからNaturally」 4. 「椿姫ジュリアーナ」 5. 「SAND BEIGE -砂漠へ-」 6. 「SOLITUDE」 7. BABYLON MEDLEY 1. 「BABYLON」 2. 「ロマンティックな夜だわ」 3. 「Relax」（Frankie Goes to Hollywoodのカバー曲） 4. 「Welcome to the Pleasuredome」（フランキー・ゴーズ・トゥ・ハリウッドのカバー曲） 5. 「Dynamite」（ジャーメイン・ジャクソンのカバー曲） 6. 「Ooh Ooh Song」（パット・ベネターのカバー曲） 7. 「Everything She Wants」（ワム!のカバー曲） 8. 「BABYLON（reprise）」 | 1. 「Blue Misty Rain」 2. 「October storm -十月の嵐-」 3. 「UNSTEADY LOVE」 4. 「DREAMING」 5. 「予感」 6. 「恋人のいる時間」 7. 「SO LONG」 8. 「ミ・アモーレ〔Meu amor é･･･〕」 9. 「サザン・ウインド」 10. 「十戒 (1984)」 11. 「北ウイング」 12. 「飾りじゃないのよ涙は」 13. 「APRIL STARS」 14. 「赤い鳥逃げた」 15. ENDING |

ツアー日程
1985年7月6日から1985年10月10日、全国26都市29公演
| 日付（1985年） | 都道府県 | 会場                     |
| -------------- | -------- | ------------------------ |
| 7月6日         | 群馬県   | 群馬県民会館             |
| 7月7日         | 埼玉県   | サンシティ越谷市民ホール |
| 7月14日        | 東京都   | 新宿厚生年金会館         |
| 7月21日        | 山梨県   | 山梨県立県民文化ホール   |
| 7月24日        | 茨城県   | 茨城県立県民文化センター |
| 7月27日        | 千葉県   | 千葉県文化会館           |
| 7月30日        | 福島県   | 郡山市民文化センター     |
| 7月31日        | 宮城県   | 仙台市体育館             |
| 8月3日         | 北海道   | 旭川市民文化会館         |
| 8月4日         | 北海道   | 札幌厚生年金会館         |
| 8月8日         | 鹿児島県 | 鹿児島市民文化ホール     |
| 8月10日        | 長崎県   | 長崎市公会堂             |
| 8月12日        | 佐賀県   | 武雄市文化会館           |
| 8月13日        | 福岡県   | 九州厚生年金会館         |
| 8月16日        | 兵庫県   | 神戸国際会館             |
| 8月17日        | 京都府   | 京都会館                 |
| 8月22日        | 香川県   | 高松市立市民会館         |
| 8月23日        | 香川県   | 高松市立市民会館         |
| 8月24日        | 愛媛県   | 松山市民会館             |
| 8月26日        | 岡山県   | 倉敷市民会館             |
| 8月27日        | 広島県   | 広島郵便貯金会館         |
| 8月30日        | 大阪府   | 大阪厚生年金会館         |
| 8月31日        | 愛知県   | 愛知厚生年金会館         |
| 9月8日         | 新潟県   | 新潟県民会館             |
| 9月14日        | 栃木県   | 宇都宮市文化会館         |
| 9月16日        | 静岡県   | 浜松市民会館             |
| 9月22日        | 東京都   | 新宿厚生年金会館         |
| 9月23日        | 神奈川県 | 神奈川県民ホール         |
| 10月10日       | 福岡県   | 九州厚生年金会館         |

## クレジット
『BITTER & SWEET 1985 SUMMER TOUR』のライナー・ノーツより
| キャスト - 中森明菜 - 演奏 - ファンタスティックス - 藤野浩一（キーボード） - 鶴田直美（キーボード&ピアノ） - 渡辺武志（ギター） - 北川涼（ギター） - 島田隆史（ベース） - 北村晋也（ドラムス） - 小林一（パーカッション） - 森マモル（サックス） - コーラス: フラッシュ、吉川葉子、山田洋子、斉藤令子 - ダンサー: クイーンズ、早川千砂子、仲田幸代 レコーディング・スタッフ - ディレクター: 藤倉克己（ワーナー・パイオニア） - ミキサー: 石崎信郎（ワーナー・パイオニア） - 技術協力: タムコ ビデオ・スタッフ - 技術: ニューテレス - 編集: 東洋現像所 - 制作協力: D3カンパニー/ニューテレス - 制作プロデューサー: 山崎俊一（研音） - 演出: 新井義春（D3カンパニー） - 企画・制作: 花見赫（研音）、折田育造/吉村公一（ワーナー・パイオニア） - 制作・著作: 研音/ワーナー・パイオニア - ジャケット撮影: 清水伸充 - ジャケット・デザイン: 持田恭男（ワーナー・パイオニア） | ステージ・スタッフ - 企画: 花見赫（研音） - 構成・演出: AKINA PROJECT A - 音楽: 藤野浩一 - 振付: 家城比呂志 - 衣裳: コセガワ・マニ - スタイリスト: 東野くに子 - ヘアー・メイク: 矢野澄生/小野口文子（矢野澄生事務所） - 照明: 佐藤士郎（プランナー）、山本ひとみ（オペレーター）/小倉正巳/米田雅雄（三光）、吉本雅雄 - 電飾: 小林智和（新光企画） - バリライト: 株式会社バリライト・アジア - 音響: 亀井敦夫（コーディネーター）、三溝修一郎、高野哲彦（三光） - 楽器: 松村忠博（サンリース企画） - 美術: 中沢正、斉藤厚（金井大道具）、石井治朗（ステージ・バロン） - 舞台監督: 二村信一（二村商店） - 舞台進行: 北英樹、松田昌也（二村商店） - トランスポート: 大厨千晴、島田光（峰岸運送） - プロダクション・マネージャー: 西田穂積、小畑博（研音） - アーティスト・マネージメント: 茅根浩康、名幸房則、茂田武、菅原智（研音） - 協力: 東京三光、金井大道具、ミュージッククリエイション、B.M.C、サンリース企画、新光企画、ステージ・バロン、峰岸運送、矢野澄生事務所、二村商店、株式会社バリライト・アジア |

## 参照
1. 1 2 3 4  『BITTER & SWEET 1985 SUMMER TOUR』（VHS）中森明菜、ワーナー・パイオニア、1985年12月10日。10PV-40。
2. 1 2 3 4 5 6  “中森明菜 「ビター＆スウィート（1985サマー・ツアー) <5.1 version>」｜Warner Music Japan”.  ワーナーミュージック・ジャパン. 2012年8月8日閲覧。
3. 1 2 3  『AKINA』（4×12cmCD）中森明菜、ワーナーミュージック・ジャパン、1993年11月10日。WPCL-770〜3。
4. ↑  『BITTER & SWEET 1985 SUMMER TOUR』（LD）中森明菜、ワーナー・パイオニア、1985年12月21日。07PL-15。
5. 1 2 3  『BITTER AND SWEET』（LP）中森明菜、ワーナー・パイオニア、1985年4月3日。L-12593。
6. 1 2 3 4  『中森明菜写真集 VINGTANS -20 Years Old-』ケン企画、1985年12月24日。
7. 1 2  “中森明菜/ビター&スウィート（1985サマー・ツアー） [DVD] - CDJournal.com”.   音楽出版社. 2012年8月8日閲覧。
8. 1 2  『BITTER & SWEET 1985 SUMMER TOUR』（VHS, LD）中森明菜、ワーナーミュージック・ジャパン、1991年6月12日。WPVL-810, WPLL-8101。
9. ↑  “ビター&スウィート（1985サマー・ツアー） 中森明菜のプロフィールならオリコン芸能人事典”.  オリコン. 2012年8月8日閲覧。
10. ↑  “ビター&スウィート（1985サマー・ツアー） - 中森明菜 - Yahoo!ミュージック”.  Yahoo! JAPAN. 2012年8月8日時点のオリジナルよりアーカイブ。2012年8月8日閲覧。
11. ↑  “Bitter & Sweet 1985 Summer Tour｜HMV ONLINE”.  ローソンHMVエンタテイメント. 2012年8月8日閲覧。
12. ↑  “中森明菜/ビター&スウィート（1985サマー・ツアー） 5.1 version [DVD] - CDJournal.com”.   音楽出版社. 2012年8月8日閲覧。
13. ↑  “中森明菜/5.1オーディオ・リマスターDVDコレクション〈5枚組〉 [DVD] - CDJournal.com”.   音楽出版社. 2012年8月8日閲覧。
14. ↑  『BITTER & SWEET 1985 SUMMER TOUR (LD Single)』（LD Single）中森明菜、ワーナー・パイオニア、1988年1月25日。30PL-2001。
15. ↑  『POSSIBILITY』（LP）中森明菜、ワーナー・パイオニア、1984年10月10日。L-12592。